# John Dabiri
 (août 2013).
Si vous disposez d'ouvrages ou d'articles de référence ou si vous connaissez des sites web de qualité traitant du thème abordé ici, merci de compléter l'article en donnant les références utiles à sa vérifiabilité et en les liant à la section « Notes et références ».
John Dabiri, né en 1980, est un biophysicien américain et professeur d'aéronautique et de bioingénierie à l'Institut de technologie de Californie. Il est surtout connu pour ses recherches sur l'hydrodynamique de la propulsion des méduses et la conception d'un parc éolien à axe vertical adapté de bancs de poissons. Il est directeur du Laboratoire de propulsion biologique, qui examine le transport des fluides avec des applications dans la locomotion aquatique, la conversion d'énergie dynamique des fluides et des flux cardiaques, ainsi que l'application de méthodes théoriques en dynamique des fluides et des concepts de formation de vortex optimal.
En 2010, Dabiri a reçu une bourse MacArthur pour son travail d'ingénierie théorique. Il a créé le Laboratoire des Champs Caltech pour l'énergie éolienne optimisée (FLOWE) en 2011, un parc éolien qui enquête sur l'échange d'énergie dans un tableau de la verticale -axe des éoliennes. Ses distinctions incluent le Prix du jeune chercheur de l'Office of Naval Research, une bourse présidentielle de carrière anticipée pour les scientifiques et les ingénieurs (Presidential Early Career Award for Scientists and Engineers - PECASE) et d'avoir été nommé comme l'un des 10 brillants savants du magazine Popular Science en 2008. Le magazine Bloomberg Businessweek l'a classé parmi ses innovateurs technologiques en 2012.

## Biographie
Les parents de John sont des immigrés nigérians, qui se sont installés à Toledo (Ohio) en 1975. Le père de John était un ingénieur mécanique qui a enseigné les mathématiques dans un collège communautaire. Sa mère, une informaticienne, a élevé trois enfants et a démarré une entreprise de développement de logiciels. Il observait son père, qui effectuait de temps à autre un travail d'ingénierie à côté, ce qui encourageait la passion de Dabiri pour l'ingénierie.
Formé dans une petite école secondaire en 1997, John a été accepté à l'université de Princeton, la seule qu'il avait saisie. Il était surtout intéressé par l'aérospatiale, et a passé deux étés à faire des recherches incluant un travail sur la conception de l'hélicoptère. L'été, après son année junior, il a accepté une bourse de recherche d'été de premier cycle dans l'aéronautique à Caltech, rejetant une offre de stage de Ford à l'instigation d'un professeur. Le projet d'été sur les tourbillons créés par une méduse de natation l'a incité à se tourner vers le domaine en pleine expansion de la biomécanique.
John Dabiri est retourné aux études supérieures à Caltech après avoir été diplômé de Princeton avec un ESB. Il a été finaliste à la fois pour la bourse Rhodes et la bourse Marshall. Il a reçu des subventions de recherche NSF à huit reprises dans cinq domaines différents. Il est actuellement professeur à Caltech.
Il reçoit en 2025 la National Medal of Science.